# Chlorocala inermis
Chlorocala inermis är en skalbaggsart som beskrevs av Louis Burgeon 1931. Chlorocala inermis ingår i släktet Chlorocala och familjen Cetoniidae. Inga underarter finns listade i Catalogue of Life.